# 细根菖蒲
细根菖蒲（学名：Acorus calamus var. verus）为菖蒲科菖蒲属菖蒲的变种。分布在锡金、印度、斯里兰卡、孟加拉以及中国大陆的云南等地，生长于海拔1,500米至1,750米的地区，多生在水池边，目前尚未由人工引种栽培。

## 异名
- Acorus calamus L. var. verus L.